# Cyclophyllum coprosmoides
Cyclophyllum coprosmoides är en måreväxtart som först beskrevs av Ferdinand von Mueller, och fick sitt nu gällande namn av Sally T. Reynolds och Rodney John Francis Henderson. Cyclophyllum coprosmoides ingår i släktet Cyclophyllum och familjen måreväxter.
Artens utbredningsområde är Queensland.

## Underarter
Arten delas in i följande underarter:
- C. c. coprosmoides
- C. c. spathulatum